# Пісковський Юрій Іванович
Пісковський Юрій Іванович (9 жовтня 1935, Слов'янськ, Донецька область) — архітектор, фотохудожник. Професор Міжнародної академії архітектури, почесний академік Української академії архітектури, член Національної спілки архітекторів України. Організатор Ради головних архітекторів міст України (голова до 1996 року). Головний архітектор Києва (1993—1996). Посол миру Федерації всесвітнього миру.

## Біографія
Пісковський Юрій Іванович народився 9 жовтня 1935 року у місті Слов'янськ Донецької області. 1954 року закінчив технікум («Промислове і цивільне будівництво»), потім вступив на архітектурний факультет Київського інженерно-будівельного інституту, який закінчив 1963 року.
По завершенні працював у КневНІІграді до 1975 року. Потім і до 1993 року був на посаді начальника Головного управління планування і забудови населених пунктів і архітектури Держбуду УРСР, заступника голови Держбуду УРСР.
Головний архітектор Києва із серпня 1993 по червень 1996 року.
З 2001 по 2003 роки був шеф-редактором науково-популярного спеціалізованого альманаху «Наша Епоха».

## Творчість
Автор і співавтор більш як 50 проектів у містах Донецьк, Миколаїв, Дніпропетровськ, Вінниця, Краматорськ, Чернівці, Бердянськ, Кишинів (Молдова), Оренбург (Росія) та інших.
Автор понад 30 наукових статей з проблем архітектури й містобудування, співавтор таких праць, як «Архітектура в Українській РСР», «Житлове будівництво в Українській РСР».

## Виноски
1. ↑  Пісковський Юрій Іванович. www.nsau.org. Архів оригіналу за 15 жовтень 2018. Процитовано 30 березня 2016.
2. ↑  Фотовиставка «Портрети квітів». upf.org.ua. Процитовано 30 березня 2016.
3. 1 2 3 4 5 6 7  Архітектор Юрій Пісковський привіз в Житомир фотовиставку вартістю кілька тисяч гривень. zt.20minut.ua. 14 листопада 2011. Процитовано 30 березня 2016.
4. ↑  Микола Бойко (31 Жовтня 2011). Архітектурні промахи, або Навмисна недбалість по-київськи. jkg-portal.com.ua. Процитовано 30 березня 2016.